# 1815 Beethoven
För andra betydelser, se Beethoven (olika betydelser).
1815 Beethoven eller 1932 CE1 är en asteroid i huvudbältet, som upptäcktes 27 januari 1932 av den tyske astronomen Karl Wilhelm Reinmuth i Heidelberg. Den har fått sitt namn efter den tyske tonsättare och pianisten, Ludwig van Beethoven.
Asteroiden har en diameter på ungefär 30 kilometer.